# Landolfo Rufolo

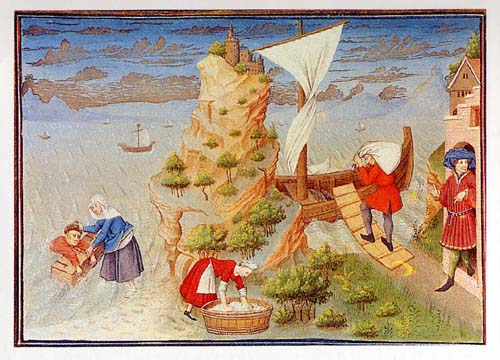
La novella di Landolfo Rufolo illustrata in una miniatura del XV secolo

Landolfo Rufolo è il protagonista della quarta novella della seconda giornata del Decamerone di Giovanni Boccaccio, narrata da Lauretta.

## Trama
Landolfo Rufolo è un commerciante di Ravello, una cittadina della Costiera amalfitana, che, nonostante sia già ricchissimo, desidera moltiplicare i suoi averi. Decide così di comprarsi una grossa nave, che riempie di mercanzie, e salpa alla volta di Cipro, dove ha intenzione di vendere i suoi prodotti.
Arrivato a destinazione, Landolfo si ritrova però a dover svendere la merce, a causa della concorrenza sfrenata che si ritrova.
Pur di non tornare a casa a mani vuote, decide di vendere la sua nave e con i soldi guadagnati si compra una nave corsara, più piccola, con la quale inizia a fare pirateria, attività con cui nel giro di un anno riesce a rifarsi, accumulando il doppio delle ricchezze con le quali era partito. Le sue sfortune, però, non sono finite: lungo il viaggio di ritorno una tempesta lo costringe a ripararsi nell'insenatura di un'isola, dove sono ancorate due grandi navi genovesi, i cui equipaggi, dopo averlo riconosciuto, lo accerchiano, lo derubano e lo fanno loro prigioniero. Il giorno dopo il tempo migliora e le navi genovesi riprendono il loro viaggio, ma verso sera scoppia una nuova tempesta che fa affondare l'imbarcazione in cui Landolfo è prigioniero.
Per salvarsi la vita, Landolfo a un certo punto si aggrappa ad una cassa che prima aveva ripetutamente allontanato. In tal modo, dopo quasi tre giorni, riesce ad arrivare come naufrago sull'isola di Corfù, dove una donna lo trova, lo porta nella sua casa e si prende cura di lui. Dopo qualche giorno Landolfo, recuperate le forze, pensa che potrebbe mobilitarsi per ritornare verso casa, e per sdebitarsi con la donna che lo aveva ospitato pensa di regalarle la cassa di legno, decidendo però che prima la aprirà per vedere il suo contenuto.
Con suo grande stupore, aprendo la cassa, scopre di essere nuovamente ricchissimo: la cassa contiene un'infinità di pietre preziose di gran valore. Allora, furbamente, mette le pietre in un sacco e regala alla donna la sola cassa vuota.
Ripartito, arriva a Trani, dove incontra dei concittadini che, riconoscendolo, lo vestono, gli procurano un cavallo e lo fanno scortare fino a casa.
Una volta tornato a Ravello, Landolfo vende tutte le pietre, guadagnando il doppio del denaro con cui era partito. Decide quindi di donare parte del guadagno alla donna di Corfù che lo aveva salvato e ai concittadini che lo avevano aiutato sulla via del ritorno, tenendo per sé il resto. Senza più commerciare e con abbastanza denaro per sopravvivere, vive onorevolmente fino alla fine della sua vita.

## Temi
I temi affrontati nella novella riguardano il "rapporto" tra l'uomo e la sorte. L'uomo infatti non può pensare di cambiare il suo destino, che può essere favorevole o meno per la sua vita. Il destino è qualcosa di incontrollabile, che sovrasta tutti gli uomini.
Un altro tema è l'attività mercantile, la quale era molto praticata nell'epoca in cui la novella è ambientata; era "l'emblema" della ricchezza, ma non appena qualcosa andava storto poteva far cadere in bancarotta i mercanti.